# Physiculus rastrelliger
Physiculus rastrelliger är en fiskart som beskrevs av Gilbert, 1890. Physiculus rastrelliger ingår i släktet Physiculus och familjen Moridae. Inga underarter finns listade i Catalogue of Life.